# Йоав Гофмайстер
Йоав Гофмайстер (івр. יואב הופמייסטר; нар. 25 грудня 2000) — ізраїльський футболіст, півзахисник польського клубу «Корона» (Кельці) та національної збірної Ізраїлю. Виступав також за низку інших ізраїльських лубів.

## Клубна кар'єра
Йоав Гофмайстер народився 2000 року, та є вихованцем футбольної школи клубу «Маккабі» (Тель-Авів). У 2019 році футболіста перевели до основної команди клубу, проте його відразу віддали в оренду до команди «Бейтар» (Тель-Авів-Бат-Ям), в якій гравець ровів сезон 2019—2020 років, взявши участь в одному матчі чемпіонату. У 2020 році футболіст на умовах постійного контракту перейшов до клубу «Хапоель» (Рамат-га-Шарон). У 2020 році Гофмайстер уклав контракт із австрійським клубом ЛАСК (Лінц), проте гравця відразу віддали в оренду до ізраїльського клубу «Хапоель» (Кір'ят-Шмона), а пізніше до клубів «Хапоель» (Тель-Авів) і «Маккабі» (Петах-Тіква). У 2022 році Гофмайстер знову став гравцем клубу «Хапоель» (Кір'ят-Шмона) вже на умовах постійного контракту. 
З 2023 року футболіст грає у складі польського клубу «Корона» (Кельці) приєднався 2023 року. Станом на 13 листопада 2024 року відіграв за команду з Кельців 43 матчі в національному чемпіонаті.

## Виступи за збірні
2018 року Йоав Гофмайстер дебютував у складі юнацької збірної Ізраїлю, загалом на юнацькому рівні взяв участь у 10 іграх.
Протягом 2022—2023 років Гофмайстер залучався до складу молодіжної збірної Ізраїлю. У складі збірної футболіст брав участь у молодіжному чемпіонаті Європи 2023 року, на якому ізраїльська молодіжка дійшла до півфіналу. На молодіжному рівні Гофмайстер зіграв у 10 офіційних матчах.
У 2024 році Йоав Гофмайстер дебютував в офіційних матчах у складі національної збірної Ізраїлю.